# Kenji Takahashi (fotbollsspelare född 1970)
Kenji Takahashi (高橋 健二 Takahashi Kenji?), född 5 juni 1970 i Yamagata prefektur, är en japansk före detta fotbollsspelare.
Takahashi började sin karriär 1994 i NEC Yamagata (Montedio Yamagata). Han spelade 416 ligamatcher för klubben. Han avslutade karriären 2006.